# Први горњи кутњак
Први горњи кутњак (лат. dens molaris primus superior) је шести зуб од медијалне линије у оба горња квадранта. Пошто ниче у шестој години живота, прво је у контакту само са другим млечним кутњаком, а касније са другим премоларом и другим моларом из горње вилице. Током читавог периода мешовите дентиције овај зуб је последњи у денталном луку. Он образује оклузалну јединицу са доњим првим и другим кутњаком.
У горњој вилици постоје два прва кутњака, која се обележавају на следећи начин:
- стални горњи десни први кутњак – 16;
- стални горњи леви први кутњак – 26.

Ово је највећи зуб у устима и са анатомског аспекта је најмање варијабилан, па представља морфолошки стандард. Показује правилан знак угла и лука и дистални нагиб корена. Као и код других молара, основна функција првог кутњака је млевење хране.

## Круна
Круна зуба (лат. corona dentis) је масивна, али је краћа у оклузо-цервикалном правцу од круна горњих премолара. Све четири вертикалне површине су трапезастог, а гризна ромбоидног облика (што је јединствена карактеристика). Круна се описује из пет аспеката: букалног, палатиналног, два проксимална и оралног.

### Букални аспект
Букална површина има облик трапеза и у целости је конвексна са максимумом конвекситета у цервикалној и мезијалној трећини. Са ове стране се види и део дисталне површине, а експонирани су и врхови све три главне квржице. Букална површина прелази у мезијалну у оштријем луку него у дисталну, односно показује правилан знак лука.
Проксимални профили су међусобно различити. Мезијални профил је конвексан у оклузалној и средњој трећини (где се налази и контактна тачка), а раван или конкаван у цервикалној трећини. Дистални профил је у целости конвексан, са висином контуре у средњој трећини. На оклузалном профилу се виде мезио- и дистобукална квржица, које су раздвојене букалном браздом.
Цервикална линија се састоји од два сегмента, конвексна у оклузалном смеру.
Букална бразда образује плитко удубљење у оклузалној трећини, пружа се ка врату зуба и постепено се завршава у средњој трећини, обично у виду букалне јамице. Мезијално и дистално од бразде уздижу се добро изражени букални гребени квржица. Понекад се среће и букоцервикални гребен, који се пружа хоризонтално у вратном делу круне зуба.
Са овог аспекта се јасно виде три коренске гране: мезиобукална, дистобукална и палатинална.

### Палатинални аспект
Палатинална површина је исте дужине и облика као и букална. Она показује нешто већи конвекситет, а висина контуре је локализована у средњој трећини.
Проксимални профили су слични као са букалног апекта, осим што је дистална ивица краћа и дисто-оклузални угао тупљи.
Цервикална линија (глеђноцементни спој) је у виду благе и неправилно конвексне линије према врху корена зуба (лат. apex radicis dentis).
Главно обележје оклузалног профила палатиналне површине су мезио- и дистопалатинална квржица, које су раздвојене палатиналном браздом која се завршава у средњој трећини круне. Мезиопалатинална квржица је знатно масивнија и виша и то је највећа квржица овог зуба. На палатиналном испупчењу ове квржице појављује се мини квржица позната као Карабелијева квржица (лат. tuberculum anomala Carabelli). Она варира у степену експресије и учесталости појављивања у различитим расама.

### Мезијални аспект
Мезијална површина има облик неправилног трапеза са базом у цервикалном делу, супротно букалном и палатиналном аспекту. Она је виша, шира и равнија од дисталне стране.
Букални профил је конвексан у цервикалном и раван у осталом делу круне. Палатинални профил је у целости конвексан, а максимум конвекситета је у средњој трећини.
Цервикална линија је неправилно конвексна према гризној површини
На оклузалном профилу виде се врхови мезијалних квржица и одговарајући триангуларни гребени. Мезијални маргинални гребен повезује квржице у јединствену целину. У његовом средњем делу постоји добро изражена мезијална маргинална бразда.
Са мезијалног аспекта, палатинални профил целог зуба је закривљен слично кичменом стубу човека, што се назива сигмоидна крива.

### Дистални аспект
Ова површина личи на мезијалну, али је у свим промерима мања и заобљенија.
Оклузални профил дисталне стране формирају гребени одговарајућих квржица и дистални маргинални гребен. Овај маргинални гребен је краћи и слабије изражен у односу на мезијални и у средини је присутна дистална ивична бразда.

### Оклузални аспект
Гризна површина је удубљена и има облик ромба. Она је ограничена мезијалним и дисталним маргиналним гребеном и гребеновима четири главне квржице.

#### Спољашње оклузално поље
Контура спољашњег оклузалног поља је ромбоидног облика. Из овог аспекта види се 1/3 букалне и 1/2 палатиналне површине.

#### Унутрашње оклузално поље
Унутрашње оклузално поље је сличног облика и састоји се од два дела. Мезијални део или тригон садржи мезиобукалну, дистобукалну и мезиопалатиналну квржицу, а дистални део или талон садржи дистопалатиналну квржицу и дистални маргинални гребен. Основни морфолошки елементи гризне површине су квржични и фисурни комплекс.
Квржични комплекс чине четири квржице. Мезиобукална квржица је оштра и друга је по величини. Она има четири гребена, која су добила имена према правцу пружања: букални квржични гребен (који се пружа на букалну површину), лингвални квржични или триангуларни гребен (који се спушта у унутрашње оклузално поље), мезијални и дистални квржични гребен (који се простиру ка одговарајућим проксималним странама). Квржица има и четири косе равни: мезио- и дистолингвалну (функционалне површине) и мезио- и дистобукалну.
Дистобукална квржица је најоштрија и трећа по величини. Има сличне детаље као и претходна, а називи су им у складу са правцем пружања. Лингвални квржични или триангуларни гребен судјелује у изградњи косог гребена (лат. crista obliqua).
Мезиолигвална квржица је највиша, али јој је врх заобљен и туп. Квржични гребени су слични као код других квржица, осим дисталног гребена. Он са лингвалним гребеном дистобукалне квржице формира коси гребен. Ова квржица такође има четири косе површине, али су све функционалне.
Дистолингвална квржица је најмања и најваријабилнија.
Фисурни комплекс је састављен из два дела, раздвојена косим гребеном. Тригону припадају централна јама, мезијална троугласта јама и централна бразда, а у састав талона улазе: дистална јама, дистална троугласта јама и дисто-палатинална бразда.
Централна јама (лат. fossa centralis) је неправилног троугластог облика и то је највећа и најдубља депресија гризне површине. У њен састав улазе: централна јамица, букална, дистална и централна бразда. Мезијална троугласта јама (лат. fossa triangularis mesialis) се налази дистално од маргиналног гребена и садржи: мезијалну јамицу и две или више помоћних бразди.
Дистална јама (лат. fossa distalis) је линијског облика. Паралелна је са косим гребеном и налази се дистално у односу на њега. Она садржи: дисталну јамицу и дистопалатиналну бразду (дистална коса фисура).
Дистална троугласта јама (лат. fossa triangularis distalis) је троугласто удубљење постављено испред дисталног маргиналног гребена. У њен састав улазе: дистална јамица и две помоћне бразде.

## Врат
Врат зуба (лат. collum dentis) се налази у пределу глеђно-цементног споја и показује сасвим благе криве пружања.

## Корен
Коренско стабло (лат. radix dentis) има три гране (трифуркација): палатиналну, мезиобукалну и дистобукалну.
Палатинални корен је надужи и најмасивнији, следи мезиобукални и на крају дистобукални корен који је најмање развијен. Хоризонтални пресек свих грана је овоидног облика и пресеци букалних коренова су шири буко-орално, а палатиналног корен мезио-дистално.

## Димензије
| Први горњи кутњак     |                         |              |               |                    |
| Мезио-дистална ширина | Вестибуло-орална ширина | Висина круне | Дужина корена | Укупна дужина зуба |
| 10,5 mm                 | 11,0 mm                   | 7,5 mm         | 12,5 mm         | 20,0               |

## Развој зуба
| Почетак калцификације | Комплетно формирана круна | Ницање (ерупција) | Завршен раст корена |
| --------------------- | ------------------------- | ----------------- | ------------------- |
| при рођењу            | 3 – 4 године              | 6 - 7 година      | 9 - 10 година       |

## Варијације
Први горњи кутњак је морфолошки веома стабилан зуб, а ретке варијеције се обично јављају у погледу на:
- присуство Карабелијеве квржице,
- присуство и развијеност трансверзалног гребена,
- степен изражености косог гребена,
- присуство помоћних туберкулума,
- број и распоред допунских бразди,
- присуство букалне јамице и
- ирегуларност коренских грана.